# Diocesi di Kolda
La diocesi di Kolda (in latino Dioecesis Koldaensis) è una sede della Chiesa cattolica in Senegal suffraganea dell'arcidiocesi di Dakar. Nel 2021 contava 34.400 battezzati su 1.237.850 abitanti. È retta dal vescovo Jean-Pierre Bassène.

## Territorio
La diocesi comprende i tre dipartimenti della nuova regione di Kolda in Senegal, istituita nel 2008.
Sede vescovile è la città di Kolda, dove si trova la cattedrale di Nostra Signora delle Vittorie.
Il territorio è suddiviso in 14 parrocchie.

## Storia
La diocesi è stata eretta 22 dicembre 1999 con la bolla Cum ad aeternam di papa Giovanni Paolo II, ricavandone il territorio dalla diocesi di Ziguinchor.

## Cronotassi dei vescovi
Si omettono i periodi di sede vacante non superiori ai 2 anni o non storicamente accertati.
- Jean-Pierre Bassène, dal 22 dicembre 1999

## Statistiche
La diocesi nel 2021 su una popolazione di 1.237.850 persone contava 34.400 battezzati, corrispondenti al 2,8% del totale.
| anno | popolazione | popolazione | popolazione | presbiteri | presbiteri | presbiteri | presbiteri                | diaconi | religiosi | religiosi | parrocchie |
| anno | battezzati  | totale      | %           | numero     | secolari   | regolari   | battezzati per presbitero | diaconi | uomini    | donne     | parrocchie |
| ---- | ----------- | ----------- | ----------- | ---------- | ---------- | ---------- | ------------------------- | ------- | --------- | --------- | ---------- |
| 2000 | 81.333      | 1.185.340   | 6,9         | 20         | 13         | 7          | 4.066                     |         | 7         | 19        | 7          |
| 2001 | 35.816      | 816.331     | 4,4         | 13         | 11         | 2          | 2.755                     |         | 7         | 23        | 9          |
| 2002 | 35.530      | 816.331     | 4,4         | 13         | 11         | 2          | 2.733                     |         | 7         | 21        | 8          |
| 2003 | 36.160      | 832.657     | 4,3         | 14         | 12         | 2          | 2.582                     |         | 8         | 18        | 9          |
| 2004 | 36.840      | 833.760     | 4,4         | 19         | 14         | 5          | 1.938                     |         | 11        | 21        | 9          |
| 2006 | 38.700      | 874.300     | 4,4         | 16         | 11         | 5          | 2.418                     |         | 10        | 20        | 9          |
| 2013 | 41.700      | 1.010.000   | 4,1         | 22         | 16         | 6          | 1.895                     |         | 11        | 32        | 9          |
| 2016 | 31.800      | 1.174.000   | 2,7         | 28         | 23         | 5          | 1.135                     |         | 10        | 31        | 13         |
| 2019 | 32.430      | 1.166.000   | 2,8         | 30         | 22         | 8          | 1.081                     |         | 13        | 31        | 13         |
| 2021 | 34.400      | 1.237.850   | 2,8         | 33         | 24         | 9          | 1.042                     |         | 14        | 18        | 14         |